# Rinodina perreagens
Rinodina perreagens är en lavart som beskrevs av Sheard. Rinodina perreagens ingår i släktet Rinodina och familjen Physciaceae.   Inga underarter finns listade i Catalogue of Life.